# Saison 2023-2024 des Clippers de Los Angeles
La saison 2023-2024 des Clippers de Los Angeles est la 54e saison de la franchise en National Basketball Association (NBA) et la 40e saison à Los Angeles.
Le 9 avril, les Clippers se qualifient pour les playoffs et sont assurés de terminer premier de la Division Pacifique.
Le 3 mai, ils sont éliminés par les Mavericks de Dallas au premier tour des playoffs (2-4).

## Draft
| Tour | Choix | Joueur        | Poste | Nationalité | Provenance          |
| ---- | ----- | ------------- | ----- | ----------- | ------------------- |
| 1    | 30    | Kobe Brown    | PF    | États-Unis  | Tigers du Missouri  |
| 2    | 48    | Jordan Miller | SF    | États-Unis  | Hurricanes de Miami |

## Matchs

### Summer League
| Summer League Total: 3-2 |

| Match | Date match | Équipe       | Score     | Meilleur marqueur | Meilleur rebondeur  | Meilleur passeur       | Lieux Spectateurs      | Série |
| ----- | ---------- | ------------ | --------- | ----------------- | ------------------- | ---------------------- | ---------------------- | ----- |
| 1     | 8 juillet  | Utah         | D 99-105  | Xavier Moon (26)  | Moussa Diabaté (12) | Jason Preston (10)     | Thomas & Mack Center 0 | 0 - 1 |
| 2     | 10 juillet | Sacramento   | V 80-70   | Bowden, Moon (18) | Moussa Diabaté (9)  | Xavier Moon (6)        | Thomas & Mack Center 0 | 1 - 1 |
| 3     | 12 juillet | Memphis      | V 83-74   | Xavier Moon (16)  | Brown, Preston (10) | Jason Preston (5)      | Cox Pavilion 0         | 2 - 1 |
| 4     | 14 juillet | Philadelphie | V 102-91  | Kobe Brown (35)   | Kobe Brown (8)      | Castaneda, Preston (4) | Thomas & Mack Center 0 | 3 - 1 |
| 5     | 16 juillet | L.A. Lakers  | D 103-104 | Xavier Moon (21)  | Xavier Moon (8)     | Xavier Moon (10)       | Thomas & Mack Center 0 | 3 - 2 |

### Pré-saison
| Pré-saison Total: 2-2 (Domicile : 2-2; Extérieur : 0-0) |

| Match | Date match | Équipe | Score     | Meilleur marqueur    | Meilleur rebondeur      | Meilleur passeur      | Lieux Spectateurs           | Série |
| ----- | ---------- | ------ | --------- | -------------------- | ----------------------- | --------------------- | --------------------------- | ----- |
| 1     | 8 octobre  | Utah   | D 96-101  | Nah'Shon Hyland (18) | Diabaté, Martin Jr. (8) | Hyland, Moon (4)      | Stan Sheriff Center 10 263  | 0 - 1 |
| 2     | 10 octobre | Utah   | V 103-98  | Kawhi Leonard (16)   | Moussa Diabaté (6)      | Paul George (5)       | Climate Pledge Arena 18 100 | 1 - 1 |
| 3     | 17 octobre | Denver | V 116-103 | Paul George (23)     | Ivica Zubac (8)         | Russell Westbrook (7) | Crypto.com Arena 16 182     | 2 - 1 |
| 4     | 19 octobre | Denver | D 90-103  | Nah'Shon Hyland (25) | Ivica Zubac (10)        | Nah'Shon Hyland (6)   | Crypto.com Arena 15 007     | 2 - 2 |

### Saison régulière
| Saison régulière Total: 51-31 (Domicile : 25-16; Extérieur : 26-15) |

| Match | Date       | Équipe      | Score     | Meilleur marqueur  | Meilleur rebondeur   | Meilleur passeur       | Lieux Spectateurs       | Série |
| ----- | ---------- | ----------- | --------- | ------------------ | -------------------- | ---------------------- | ----------------------- | ----- |
| 1     | 25 octobre | Portland    | V 123-111 | Paul George (27)   | Ivica Zubac (12)     | Russell Westbrook (13) | Crypto.com Arena 19 370 | 1 - 0 |
| 2     | 27 octobre | @ Utah      | D 118-120 | Paul George (36)   | Kawhi Leonard (9)    | Kawhi Leonard (5)      | Delta Center 18 206     | 1 - 1 |
| 3     | 29 octobre | San Antonio | V 123-83  | Kawhi Leonard (21) | Westbrook, Zubac (8) | Paul George (5)        | Crypto.com Arena 19 370 | 2 - 1 |
| 4     | 31 octobre | Orlando     | V 118-102 | Paul George (27)   | Ivica Zubac (9)      | George, Westbrook (7)  | Crypto.com Arena 14 014 | 3 - 1 |

| Match                                                                      | Date match   | Équipe               | Score          | Meilleur marqueur  | Meilleur rebondeur     | Meilleur passeur      | Lieux Spectateurs               | Série  |
| -------------------------------------------------------------------------- | ------------ | -------------------- | -------------- | ------------------ | ---------------------- | --------------------- | ------------------------------- | ------ |
| 5                                                                          | 1er novembre | @ L.A. Lakers        | D 125-130 (OT) | Paul George (35)   | Russell Westbrook (11) | Russell Westbrook (8) | Crypto.com Arena 18 997         | 3 - 2  |
| 6                                                                          | 6 novembre   | @ New York           | D 97-111       | Kawhi Leonard (18) | George, Zubac (7)      | James Harden (6)      | Madison Square Garden 19 812    | 3 - 3  |
| 7                                                                          | 8 novembre   | @ Brooklyn           | D 93-100       | Paul George (24)   | Ivica Zubac (10)       | Russell Westbrook (8) | Barclays Center 17 933          | 3 - 4  |
| 8                                                                          | 10 novembre  | @ Dallas*            | D 126-144      | Kawhi Leonard (26) | Moussa Diabaté (10)    | Nah'Shon Hyland (6)   | American Airlines Center 20 377 | 3 - 5  |
| 9                                                                          | 12 novembre  | Memphis              | D 101-105      | Paul George (26)   | Russell Westbrook (9)  | Paul George (7)       | Barclays Center 17 220          | 3 - 6  |
| 10                                                                         | 14 novembre  | @ Denver*            | D 108-111      | Paul George (35)   | Ivica Zubac (13)       | Terance Mann (5)      | Ball Arena 19 661               | 3 - 7  |
| 11                                                                         | 17 novembre  | Houston*             | V 106-100      | Kawhi Leonard (26) | James Harden (9)       | James Harden (7)      | Crypto.com Arena 19 370         | 4 - 7  |
| 12                                                                         | 20 novembre  | @ San Antonio        | V 122-99       | Paul George (28)   | Ivica Zubac (11)       | James Harden (10)     | Frost Bank Center 18 354        | 5 - 7  |
| 13                                                                         | 22 novembre  | @ San Antonio        | V 109-102      | Kawhi Leonard (26) | Daniel Theis (11)      | James Harden (9)      | Frost Bank Center 18 354        | 6 - 7  |
| 14                                                                         | 24 novembre  | La Nouvelle-Orléans* | D 106-116      | Paul George (34)   | George, Leonard (8)    | James Harden (10)     | Crypto.com Arena 19 370         | 6 - 8  |
| 15                                                                         | 25 novembre  | Dallas               | V 107-88       | Paul George (25)   | Ivica Zubac (14)       | Harden, Westbrook (7) | Crypto.com Arena 19 370         | 7 - 8  |
| 16                                                                         | 27 novembre  | Denver               | D 104-113      | Kawhi Leonard (31) | Ivica Zubac (14)       | George, Harden (4)    | Crypto.com Arena 17 071         | 7 - 9  |
| 17                                                                         | 29 novembre  | @ Sacramento         | V 131-117      | Kawhi Leonard (34) | Kawhi Leonard (9)      | Russell Westbrook (8) | Golden 1 Center 17 829          | 8 - 9  |
| 18                                                                         | 30 novembre  | @ Golden State       | D 114-120      | Kawhi Leonard (23) | Ivica Zubac (13)       | Paul George (10)      | Chase Center 18 064             | 8 - 10 |
| *Matchs comptant pour la phase de groupe du NBA In-Season Tournament 2023. |              |                      |                |                    |                        |                       |                                 |        |

| Match | Date match  | Équipe          | Score     | Meilleur marqueur  | Meilleur rebondeur     | Meilleur passeur  | Lieux Spectateurs               | Série   |
| ----- | ----------- | --------------- | --------- | ------------------ | ---------------------- | ----------------- | ------------------------------- | ------- |
| 19    | 2 décembre  | Golden State    | V 113-112 | Paul George (25)   | Kawhi Leonard (8)      | James Harden (9)  | Crypto.com Arena 19 370         | 9 - 10  |
| 20    | 6 décembre  | Denver          | V 111-102 | Paul George (25)   | Daniel Theis (11)      | James Harden (11) | Crypto.com Arena 16 365         | 10 - 10 |
| 21    | 8 décembre  | @ Utah          | V 117-103 | Kawhi Leonard (41) | Ivica Zubac (12)       | James Harden (8)  | Delta Center 18 206             | 11 - 10 |
| 22    | 11 décembre | Portland        | V 132-127 | Kawhi Leonard (34) | Paul George (8)        | Paul George (8)   | Crypto.com Arena 17 102         | 12 - 10 |
| 23    | 12 décembre | Sacramento      | V 119-99  | Kawhi Leonard (31) | Ivica Zubac (9)        | James Harden (7)  | Crypto.com Arena 17 060         | 13 - 10 |
| 24    | 14 décembre | Golden State    | V 121-113 | James Harden (28)  | Leonard, Zubac (8)     | James Harden (15) | Crypto.com Arena 19 370         | 14 - 10 |
| 25    | 16 décembre | New York        | V 144-122 | Kawhi Leonard (36) | Ivica Zubac (11)       | James Harden (12) | Crypto.com Arena 19 370         | 15 - 10 |
| 26    | 18 décembre | @ Indiana       | V 151-127 | James Harden (35)  | Ivica Zubac (16)       | James Harden (9)  | Gainbridge Fieldhouse 16 665    | 16 - 10 |
| 27    | 20 décembre | @ Dallas        | V 120-111 | Kawhi Leonard (30) | Kawhi Leonard (10)     | James Harden (11) | American Airlines Center 20 310 | 17 - 10 |
| 28    | 21 décembre | @ Oklahoma City | D 115-134 | James Harden (23)  | Russell Westbrook (13) | James Harden (6)  | Paycom Center 18 203            | 17 - 11 |
| 29    | 23 décembre | Boston          | D 108-145 | Paul George (21)   | Ivica Zubac (10)       | James Harden (9)  | Crypto.com Arena 19 370         | 17 - 12 |
| 30    | 26 décembre | Charlotte       | V 113-104 | James Harden (29)  | Ivica Zubac (14)       | James Harden (8)  | Crypto.com Arena 19 370         | 18 - 12 |
| 31    | 29 décembre | Memphis         | V 117-106 | Paul George (23)   | Ivica Zubac (20)       | James Harden (13) | Crypto.com Arena 19 370         | 19 - 12 |

| Match | Date match  | Équipe                | Score     | Meilleur marqueur    | Meilleur rebondeur    | Meilleur passeur       | Lieux Spectateurs                 | Série   |
| ----- | ----------- | --------------------- | --------- | -------------------- | --------------------- | ---------------------- | --------------------------------- | ------- |
| 32    | 1er janvier | Miami                 | V 121-104 | Kawhi Leonard (24)   | Ivica Zubac (12)      | James Harden (10)      | Crypto.com Arena 19 370           | 20 - 12 |
| 33    | 3 janvier   | @ Phoenix             | V 131-122 | Paul George (33)     | Kawhi Leonard (8)     | James Harden (11)      | Footprint Center 17 071           | 21 - 12 |
| 34    | 5 janvier   | @ La Nouvelle-Orléans | V 111-95  | Paul George (24)     | Kawhi Leonard (9)     | James Harden (13)      | Smoothie King Center 18 329       | 22 - 12 |
| 35    | 7 janvier   | @ L.A. Lakers         | D 103-106 | George, Zubac (22)   | Ivica Zubac (19)      | James Harden (9)       | Crypto.com Arena 18 997           | 22 - 13 |
| 36    | 8 janvier   | Phoenix               | V 138-111 | Paul George (25)     | Ivica Zubac (8)       | James Harden (10)      | Crypto.com Arena 19 370           | 23 - 13 |
| 37    | 10 janvier  | Toronto               | V 126-120 | George, Leonard (29) | Ivica Zubac (11)      | James Harden (11)      | Crypto.com Arena 19 370           | 24 - 13 |
| 38    | 12 janvier  | @ Memphis             | V 128-119 | Paul George (37)     | Ivica Zubac (11)      | James Harden (9)       | FedExForum 16 617                 | 25 - 13 |
| 39    | 14 janvier  | @ Minnesota           | D 105-109 | Kawhi Leonard (26)   | Kawhi Leonard (9)     | Russell Westbrook (13) | Target Center 18 024              | 25 - 14 |
| 40    | 16 janvier  | Oklahoma City         | V 128-117 | Paul George (38)     | Daniel Theis (8)      | James Harden (8)       | Crypto.com Arena 19 370           | 26 - 14 |
| 41    | 21 janvier  | Brooklyn              | V 125-114 | James Harden (24)    | Russell Westbrook (9) | James Harden (10)      | Crypto.com Arena 19 370           | 27 - 14 |
| 42    | 23 janvier  | L.A. Lakers           | V 127-116 | Kawhi Leonard (25)   | Kawhi Leonard (11)    | Harden, Leonard (10)   | Crypto.com Arena 19 370           | 28 - 14 |
| 43    | 26 janvier  | @ Toronto             | V 127-107 | James Harden (22)    | Mason Plumlee (12)    | James Harden (13)      | Scotiabank Arena 19 800           | 29 - 14 |
| 44    | 27 janvier  | @ Boston              | V 115-96  | Kawhi Leonard (26)   | James Harden (8)      | James Harden (7)       | TD Garden 19 156                  | 30 - 14 |
| 45    | 29 janvier  | @ Cleveland           | D 108-118 | Kawhi Leonard (30)   | Kawhi Leonard (8)     | James Harden (10)      | Rocket Mortgage FieldHouse 19 432 | 30 - 15 |
| 46    | 31 janvier  | @ Washington          | V 125-109 | Kawhi Leonard (31)   | Mason Plumlee (11)    | Russell Westbrook (7)  | Capital One Arena 17 201          | 31 - 15 |

| Match                  | Date match | Équipe              | Score     | Meilleur marqueur    | Meilleur rebondeur | Meilleur passeur      | Lieux Spectateurs           | Série   |
| ---------------------- | ---------- | ------------------- | --------- | -------------------- | ------------------ | --------------------- | --------------------------- | ------- |
| 47                     | 2 février  | @ Détroit           | V 136-125 | Kawhi Leonard (33)   | Mason Plumlee (9)  | Russell Westbrook (9) | Little Caesars Arena 19 122 | 32 - 15 |
| 48                     | 4 février  | @ Miami             | V 103-95  | Kawhi Leonard (25)   | Kawhi Leonard (11) | James Harden (11)     | Kaseya Center 19 855        | 33 - 15 |
| 49                     | 5 février  | @ Atlanta           | V 149-144 | Kawhi Leonard (36)   | Mason Plumlee (9)  | James Harden (10)     | State Farm Arena 17 093     | 34 - 15 |
| 50                     | 7 février  | La Nouvelle-Orléans | D 106-117 | James Harden (19)    | Harden, Zubac (8)  | James Harden (5)      | Crypto.com Arena 19 370     | 34 - 16 |
| 51                     | 10 février | Détroit             | V 112-106 | Paul George (33)     | James Harden (6)   | James Harden (8)      | Crypto.com Arena 19 370     | 35 - 16 |
| 52                     | 12 février | Minnesota           | D 100-121 | George, Leonard (18) | Ivica Zubac (11)   | James Harden (6)      | Crypto.com Arena 19 370     | 35 - 17 |
| 53                     | 14 février | @ Golden State      | V 130-125 | James Harden (26)    | Ivica Zubac (10)   | James Harden (7)      | Chase Center 18 064         | 36 - 17 |
| NBA All-Star Game 2024 |            |                     |           |                      |                    |                       |                             |         |
| 54                     | 22 février | @ Oklahoma City     | D 107-129 | Kawhi Leonard (20)   | Ivica Zubac (12)   | George, Mann (6)      | Paycom Center 18 203        | 36 - 18 |
| 55                     | 23 février | @ Memphis           | V 101-95  | Kawhi Leonard (24)   | Terance Mann (12)  | James Harden (8)      | FedExForum 17 255           | 37 - 18 |
| 56                     | 25 février | Sacramento          | D 107-123 | Norman Powell (21)   | Kawhi Leonard (8)  | James Harden (8)      | Crypto.com Arena 19 370     | 37 - 19 |
| 57                     | 28 février | L.A. Lakers         | D 112-116 | Kawhi Leonard (26)   | Kawhi Leonard (7)  | James Harden (9)      | Crypto.com Arena 19 370     | 37 - 20 |

| Match | Date match | Équipe                | Score     | Meilleur marqueur    | Meilleur rebondeur | Meilleur passeur       | Lieux Spectateurs           | Série   |
| ----- | ---------- | --------------------- | --------- | -------------------- | ------------------ | ---------------------- | --------------------------- | ------- |
| 58    | 1er mars   | Washington            | V 140-115 | James Harden (28)    | Mason Plumlee (10) | James Harden (8)       | Crypto.com Arena 19 370     | 38 - 20 |
| 59    | 3 mars     | @ Minnesota           | V 89-88   | Kawhi Leonard (32)   | Daniel Theis (13)  | James Harden (10)      | Target Center 18 024        | 39 - 20 |
| 60    | 4 mars     | @ Milwaukee           | D 106-113 | George, Harden (29)  | Ivica Zubac (11)   | James Harden (8)       | Fiserv Forum 17 875         | 39 - 21 |
| 61    | 6 mars     | @ Houston             | V 122-116 | Kawhi Leonard (28)   | Mason Plumlee (11) | Harden, Leonard (7)    | Toyota Center 17 033        | 40 - 21 |
| 62    | 9 mars     | Chicago               | V 112-102 | Paul George (22)     | James Harden (11)  | James Harden (10)      | Crypto.com Arena 19 370     | 41 - 21 |
| 63    | 10 mars    | Milwaukee             | D 117-124 | Norman Powell (26)   | Amir Coffey (10)   | James Harden (11)      | Crypto.com Arena 19 370     | 41 - 22 |
| 64    | 12 mars    | Minnesota             | D 100-118 | Paul George (22)     | Ivica Zubac (8)    | James Harden (7)       | Crypto.com Arena 19 370     | 41 - 23 |
| 65    | 14 mars    | @ Chicago             | V 126-111 | Paul George (28)     | Ivica Zubac (8)    | Nah'Shon Hyland (11)   | United Center 21 219        | 42 - 23 |
| 66    | 15 mars    | @ La Nouvelle-Orléans | D 104-112 | Paul George (26)     | Ivica Zubac (11)   | Paul George (6)        | Smoothie King Center 18 865 | 42 - 24 |
| 67    | 17 mars    | Atlanta               | D 93-110  | Kawhi Leonard (28)   | Trois joueurs (6)  | James Harden (9)       | Crypto.com Arena 19 370     | 42 - 25 |
| 68    | 20 mars    | @ Portland            | V 116-103 | Paul George (27)     | Ivica Zubac (9)    | James Harden (14)      | Moda Center 17 504          | 43 - 25 |
| 69    | 22 mars    | @ Portland            | V 125-117 | Paul George (31)     | Ivica Zubac (8)    | James Harden (10)      | Moda Center 18 660          | 44 - 25 |
| 70    | 24 mars    | Philadelphie          | D 107-121 | Leonard, Powell (20) | Ivica Zubac (10)   | James Harden (14)      | Crypto.com Arena 19 370     | 44 - 26 |
| 71    | 25 mars    | Indiana               | D 116-133 | George, Leonard (26) | Ivica Zubac (11)   | Harden, Westbrook (7)  | Crypto.com Arena 19 370     | 44 - 27 |
| 72    | 27 mars    | @ Philadelphie        | V 108-107 | Paul George (22)     | Paul George (10)   | James Harden (14)      | Wells Fargo Center 21 022   | 45 - 27 |
| 73    | 29 mars    | @ Orlando             | V 100-97  | Kawhi Leonard (29)   | Kawhi Leonard (11) | Leonard, Westbrook (5) | Kia Center 19 452           | 46 - 27 |
| 74    | 31 mars    | @ Charlotte           | V 130-118 | Paul George (41)     | Ivica Zubac (12)   | James Harden (10)      | Spectrum Center 15 941      | 47 - 27 |

| Match | Date match | Équipe       | Score     | Meilleur marqueur      | Meilleur rebondeur     | Meilleur passeur       | Lieux Spectateurs       | Série   |
| ----- | ---------- | ------------ | --------- | ---------------------- | ---------------------- | ---------------------- | ----------------------- | ------- |
| 75    | 2 avril    | @ Sacramento | D 95-109  | Russell Westbrook (20) | Ivica Zubac (11)       | James Harden (8)       | Golden 1 Center 17 832  | 47 - 28 |
| 76    | 4 avril    | Denver       | V 102-100 | Paul George (28)       | Ivica Zubac (15)       | James Harden (8)       | Crypto.com Arena 19 370 | 48 - 28 |
| 77    | 5 avril    | Utah         | V 131-102 | Terance Mann (19)      | Harden, Zubac (10)     | James Harden (15)      | Crypto.com Arena 19 370 | 49 - 28 |
| 78    | 7 avril    | Cleveland    | V 120-118 | Paul George (39)       | George, Zubac (11)     | Paul George (7)        | Crypto.com Arena 19 370 | 50 - 28 |
| 79    | 9 avril    | @ Phoenix    | V 105-92  | Paul George (23)       | Russell Westbrook (15) | Russell Westbrook (15) | Footprint Center 17 071 | 51 - 28 |
| 80    | 10 avril   | Phoenix      | D 108-124 | Nah'Shon Hyland (37)   | Mason Plumlee (12)     | Nah'Shon Hyland (9)    | Crypto.com Arena 19 370 | 51 - 29 |
| 81    | 12 avril   | Utah         | D 109-110 | Nah'Shon Hyland (20)   | Daniel Theis (7)       | Nah'Shon Hyland (6)    | Crypto.com Arena 19 370 | 51 - 30 |
| 82    | 14 avril   | Houston      | D 105-116 | Terance Mann (24)      | Mason Plumlee (13)     | Xavier Moon (6)        | Crypto.com Arena 19 370 | 51 - 31 |

### Playoffs
| Playoffs Total: 2-4 (Domicile : 1-2; Extérieur : 1-2) |

| Match | Date match | Équipe   | Score     | Meilleur marqueur   | Meilleur rebondeur | Meilleur passeur   | Lieux Spectateurs               | Série |
| ----- | ---------- | -------- | --------- | ------------------- | ------------------ | ------------------ | ------------------------------- | ----- |
| 1     | 21 avril   | Dallas   | V 109-97  | James Harden (28)   | Ivica Zubac (15)   | James Harden (8)   | Crypto.com Arena 19 370         | 1 - 0 |
| 2     | 23 avril   | Dallas   | D 93-96   | George, Harden (22) | Ivica Zubac (12)   | James Harden (8)   | Crypto.com Arena 19 370         | 1 - 1 |
| 3     | 26 avril   | @ Dallas | D 90-101  | Harden, Powell (21) | Kawhi Leonard (9)  | George, Harden (5) | American Airlines Center 20 402 | 1 - 2 |
| 4     | 28 avril   | @ Dallas | V 116-111 | George, Harden (33) | George, Harden (6) | Paul George (8)    | American Airlines Center 20 411 | 2 - 2 |
| 5     | 1er mai    | Dallas   | D 93-123  | George, Zubac (15)  | Paul George (11)   | James Harden (7)   | Crypto.com Arena 19 370         | 2 - 3 |
| 6     | 3 mai      | @ Dallas | D 101-114 | Norman Powell (20)  | George, Zubac (11) | James Harden (13)  | American Airlines Center 20 625 | 2 - 4 |

### Confrontations en saison régulière
| Conférence Est      | Conférence Est                              | Conférence Est                              | Conférence Ouest                            | Conférence Ouest                            | Conférence Ouest                            | Conférence Ouest                            | Conférence Ouest                            | Conférence Ouest                            |
| Division Atlantique | Division Atlantique                         | Division Atlantique                         | Division Nord-Ouest                         | Division Nord-Ouest                         | Division Nord-Ouest                         | Division Nord-Ouest                         | Division Nord-Ouest                         | Division Nord-Ouest                         |
| Équipe              | Domicile                                    | Extérieur                                   | Équipe                                      | Domicile                                    | Domicile                                    | Domicile                                    | Extérieur                                   | Extérieur                                   |
| ------------------- | ------------------------------------------- | ------------------------------------------- | ------------------------------------------- | ------------------------------------------- | ------------------------------------------- | ------------------------------------------- | ------------------------------------------- | ------------------------------------------- |
| Boston              | 108-145                                     | 115-96                                      | Denver                                      | 104-113                                     | 111-102                                     | 102-100                                     | 108-111                                     |                                             |
| Brooklyn            | 125-114                                     | 93-100                                      | Minnesota                                   | 100-121                                     | 100-118                                     |                                             | 105-109                                     | 89-88                                       |
| New York            | 144-122                                     | 97-111                                      | Oklahoma City                               | 128-117                                     |                                             |                                             | 115-134                                     | 107-129                                     |
| Philadelphie        | 107-121                                     | 108-107                                     | Portland                                    | 123-111                                     | 132-127                                     |                                             | 116-103                                     | 125-117                                     |
| Toronto             | 126-120                                     | 127-107                                     | Utah                                        | 131-102                                     | 109-110                                     |                                             | 118-120                                     | 117-103                                     |
| Division            | 6-4 (Domicile : 3-2; Extérieur : 3-2)       | 6-4 (Domicile : 3-2; Extérieur : 3-2)       | Division                                    | 10-9 (Domicile : 6-4; Extérieur : 4-5)      | 10-9 (Domicile : 6-4; Extérieur : 4-5)      | 10-9 (Domicile : 6-4; Extérieur : 4-5)      | 10-9 (Domicile : 6-4; Extérieur : 4-5)      | 10-9 (Domicile : 6-4; Extérieur : 4-5)      |
| Division Centrale   | Division Centrale                           | Division Centrale                           | Division Pacifique                          | Division Pacifique                          | Division Pacifique                          | Division Pacifique                          | Division Pacifique                          | Division Pacifique                          |
| Équipe              | Domicile                                    | Extérieur                                   | Équipe                                      | Domicile                                    | Domicile                                    | Domicile                                    | Extérieur                                   | Extérieur                                   |
| Chicago             | 112-102                                     | 126-111                                     | Golden State                                | 113-112                                     | 121-113                                     |                                             | 114-120                                     | 130-125                                     |
| Cleveland           | 120-118                                     | 108-118                                     |                                             |                                             |                                             |                                             |                                             |                                             |
| Detroit             | 112-106                                     | 136-125                                     | L.A. Lakers                                 | 127-116                                     | 112-116                                     |                                             | 125-130 (OT)                                | 103-106                                     |
| Indiana             | 116-133                                     | 151-127                                     | Phoenix                                     | 138-111                                     | 108-124                                     |                                             | 131-122                                     | 105-92                                      |
| Milwaukee           | 117-124                                     | 106-113                                     | Sacramento                                  | 119-99                                      | 107-123                                     |                                             | 131-117                                     | 95-109                                      |
| Division            | 6-4 (Domicile : 3-2; Extérieur : 3-2)       | 6-4 (Domicile : 3-2; Extérieur : 3-2)       | Division                                    | 9-7 (Domicile : 5-3; Extérieur : 4-4)       | 9-7 (Domicile : 5-3; Extérieur : 4-4)       | 9-7 (Domicile : 5-3; Extérieur : 4-4)       | 9-7 (Domicile : 5-3; Extérieur : 4-4)       | 9-7 (Domicile : 5-3; Extérieur : 4-4)       |
| Division Sud-Est    | Division Sud-Est                            | Division Sud-Est                            | Division Sud-Ouest                          | Division Sud-Ouest                          | Division Sud-Ouest                          | Division Sud-Ouest                          | Division Sud-Ouest                          | Division Sud-Ouest                          |
| Équipe              | Domicile                                    | Extérieur                                   | Équipe                                      | Domicile                                    | Domicile                                    | Domicile                                    | Extérieur                                   | Extérieur                                   |
| Atlanta             | 93-110                                      | 149-144                                     | Dallas                                      | 107-88                                      |                                             |                                             | 126-144                                     | 120-111                                     |
| Charlotte           | 113-104                                     | 130-118                                     | Houston                                     | 106-100                                     | 105-116                                     |                                             | 122-116                                     |                                             |
| Miami               | 121-104                                     | 103-95                                      | Memphis                                     | 101-105                                     | 117-106                                     |                                             | 128-119                                     | 101-95                                      |
| Orlando             | 118-102                                     | 100-97                                      | New Orleans                                 | 106-116                                     | 106-117                                     |                                             | 111-95                                      | 104-112                                     |
| Washington          | 140-115                                     | 125-109                                     | San Antonio                                 | 123-83                                      |                                             |                                             | 122-99                                      | 109-102                                     |
| Division            | 9-1 (Domicile : 4-1; Extérieur : 5-0)       | 9-1 (Domicile : 4-1; Extérieur : 5-0)       | Division                                    | 11-6 (Domicile : 4-4; Extérieur : 7-2)      | 11-6 (Domicile : 4-4; Extérieur : 7-2)      | 11-6 (Domicile : 4-4; Extérieur : 7-2)      | 11-6 (Domicile : 4-4; Extérieur : 7-2)      | 11-6 (Domicile : 4-4; Extérieur : 7-2)      |
| Conférence          | 21-9 (Domicile : 10-5; Extérieur : 11-4)    | 21-9 (Domicile : 10-5; Extérieur : 11-4)    | Conférence                                  | 30-22 (Domicile : 15-11; Extérieur : 15-11) | 30-22 (Domicile : 15-11; Extérieur : 15-11) | 30-22 (Domicile : 15-11; Extérieur : 15-11) | 30-22 (Domicile : 15-11; Extérieur : 15-11) | 30-22 (Domicile : 15-11; Extérieur : 15-11) |
| Total               | 51-31 (Domicile : 25-16; Extérieur : 26-15) | 51-31 (Domicile : 25-16; Extérieur : 26-15) | 51-31 (Domicile : 25-16; Extérieur : 26-15) | 51-31 (Domicile : 25-16; Extérieur : 26-15) | 51-31 (Domicile : 25-16; Extérieur : 26-15) | 51-31 (Domicile : 25-16; Extérieur : 26-15) | 51-31 (Domicile : 25-16; Extérieur : 26-15) | 51-31 (Domicile : 25-16; Extérieur : 26-15) |

## Classements

### Saison régulière
| Conférence Ouest | Conférence Ouest                    | Conférence Ouest | Conférence Ouest | Conférence Ouest | Conférence Ouest | Conférence Ouest | Conférence Ouest |
| No               | Franchise                           | Vic.             | Def.             | MJ               | V/D              | GB               |                  |
| ---------------- | ----------------------------------- | ---------------- | ---------------- | ---------------- | ---------------- | ---------------- | ---------------- |
| 1                | c - Thunder d'Oklahoma City         | 57               | 25               | 82               | .695             | -                |                  |
| 2                | x - Nuggets de Denver               | 57               | 25               | 82               | .695             | -                |                  |
| 3                | x - Timberwolves du Minnesota       | 56               | 26               | 82               | .683             | 1                |                  |
| 4                | y - Clippers de Los Angeles         | 51               | 31               | 82               | .622             | 6                |                  |
| 5                | y - Mavericks de Dallas             | 50               | 32               | 82               | .610             | 7                |                  |
| 6                | x - Suns de Phoenix                 | 49               | 33               | 82               | .598             | 8                |                  |
|                  |                                     |                  |                  |                  |                  |                  |                  |
| 7                | x - Pelicans de La Nouvelle-Orléans | 49               | 33               | 82               | .598             | 8                |                  |
| 8                | x - Lakers de Los Angeles           | 47               | 35               | 82               | .573             | 10               |                  |
| 9                | pi - Kings de Sacramento            | 46               | 36               | 82               | .561             | 11               |                  |
| 10               | pi - Warriors de Golden State       | 46               | 36               | 82               | .561             | 11               |                  |
|                  |                                     |                  |                  |                  |                  |                  |                  |
| 11               | o - Rockets de Houston              | 41               | 41               | 82               | .500             | 16               |                  |
| 12               | o - Jazz de l'Utah                  | 31               | 51               | 82               | .378             | 26               |                  |
| 13               | o - Grizzlies de Memphis            | 27               | 55               | 82               | .329             | 30               |                  |
| 14               | o - Spurs de San Antonio            | 22               | 60               | 82               | .268             | 35               |                  |
| 15               | o - Trail Blazers de Portland       | 21               | 61               | 82               | .256             | 36               |                  |

| Division Pacifique            | V  | D  | MJ | V/D  | GB | Dom   | Ext   | Div  |
| ----------------------------- | -- | -- | -- | ---- | -- | ----- | ----- | ---- |
| y - Clippers de Los Angeles   | 51 | 31 | 82 | .622 | –  | 25-16 | 26-15 | 9-7  |
| x - Suns de Phoenix           | 49 | 33 | 82 | .598 | 2  | 25-16 | 24-17 | 9-9  |
| x - Lakers de Los Angeles     | 47 | 35 | 82 | .573 | 4  | 28-14 | 19-21 | 7-10 |
| pi - Kings de Sacramento      | 46 | 36 | 82 | .561 | 5  | 24-17 | 22-19 | 10-7 |
| pi - Warriors de Golden State | 46 | 36 | 82 | .561 | 5  | 21-20 | 25-16 | 7-9  |

### NBA In-Season Tournament
| Rang | Équipe                          | Pts | J | G | P | Pp  | Pc  | Diff |
| ---- | ------------------------------- | --- | - | - | - | --- | --- | ---- |
| 1    | Pelicans de La Nouvelle-Orléans | 7   | 4 | 3 | 1 | 463 | 430 | 33   |
| 2    | Rockets de Houston              | 6   | 4 | 2 | 2 | 424 | 414 | 10   |
| 3    | Mavericks de Dallas             | 6   | 4 | 2 | 2 | 489 | 497 | -8   |
| 4    | Nuggets de Denver               | 6   | 4 | 2 | 2 | 432 | 442 | -10  |
| 5    | Clippers de Los Angeles         | 5   | 4 | 1 | 3 | 446 | 471 | -25  |